# Soumrak

Schéma ranního a večerního soumraku

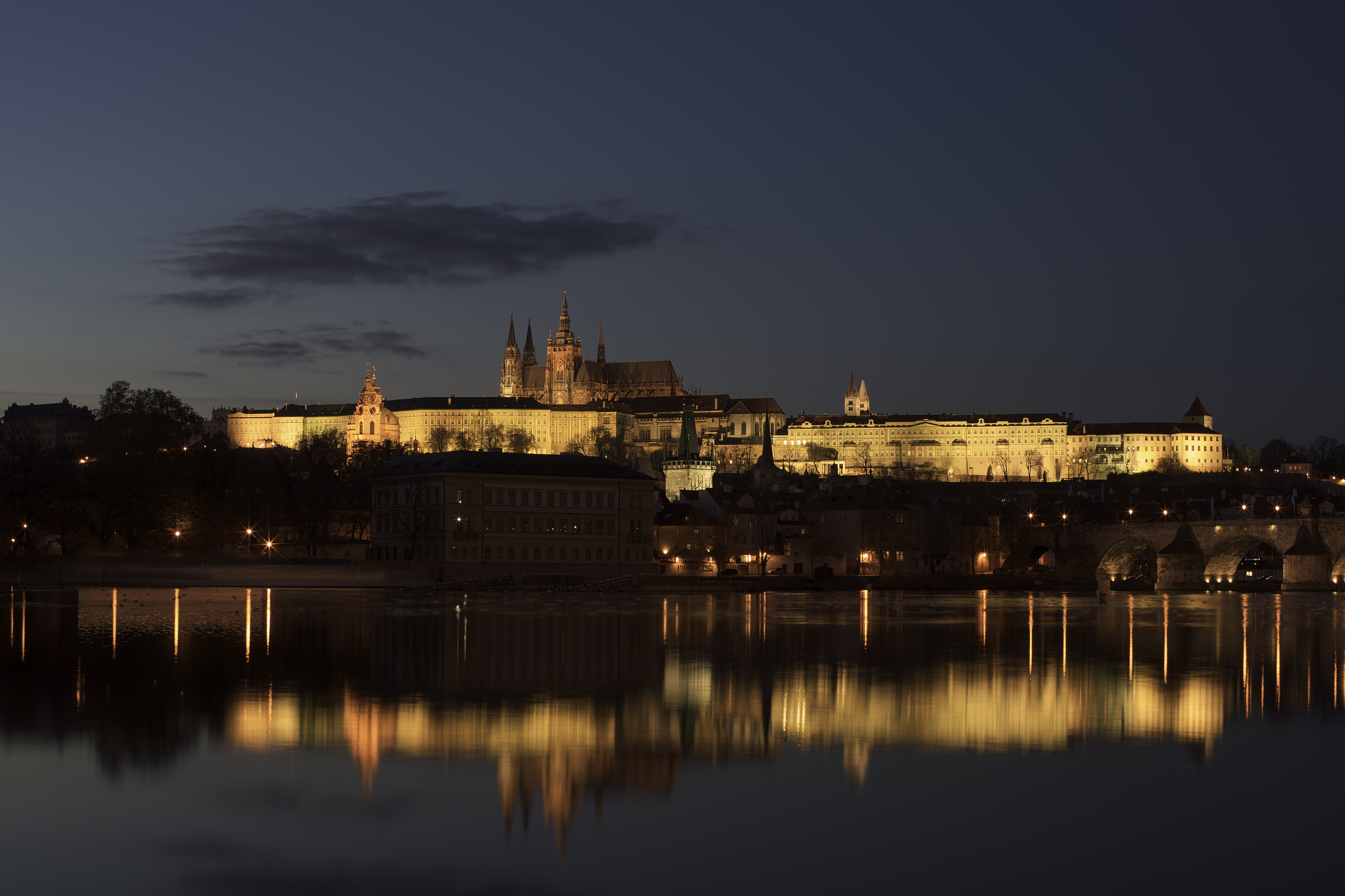
Pražský hrad za soumraku

Soumrak je přechod mezi dnem a nocí; doba po západu nebo před východem Slunce. Ranní soumrak se nazývá svítání, rozednívání, úsvit či rozbřesk. Při soumraku je Slunce pod obzorem, osvětluje však horní vrstvy atmosféry (sluneční světlo se rozptyluje na molekulách vzduchu), a tím je částečně osvětlen i zemský povrch.
Rozlišuje se občanský (civilní), námořní (nautický) a astronomický soumrak.
Délka soumraku závisí na zeměpisné šířce a během roku se mění. Nejkratší soumrak bývá kolem rovníku, protože slunce zapadá téměř kolmo k obzoru (soumrak trvá 72 minut a v průběhu roku se jeho délka téměř nemění). S rostoucí zeměpisnou šířkou se trvání soumraku prodlužuje a zároveň se k sobě přibližuje konec večerního a začátek ranního soumraku; od určité zeměpisné šířky dochází po určitou část roku k jejich splynutí. V zeměpisných šířkách mírného pásu (např. Česko) je nejkratší soumrak začátkem března a v první polovině října (1 hodinu 50 minut) a nejdelší před a po letním slunovratu (cca 7 hodin 50 minut), kdy soumrak trvá celou noc (pravá – astronomická noc nenastává). V polárních oblastech může trvat soumrak několik týdnů i déle.
Za soumraku (nebo při západu a východu Slunce) je někdy možné pozorovat tzv. soumrakové jevy, mezi které patří červánky, soumrakový oblouk a Venušin pás, krepuskulární paprsky, noční svítící oblaka, zelený záblesk a další.

## Občanský soumrak
Ráno občanský (civilní) soumrak začíná okamžikem, kdy se střed slunečního kotouče nachází 6° pod horizontem, a končí východem Slunce; večer začíná západem Slunce a končí okamžikem, kdy se střed slunečního kotouče nachází 6° pod horizontem.
Východ a západ Slunce jsou okamžiky, kdy se horní okraj slunečního kotouče nachází přesně na ideálním horizontu a to za průměrných atmosférických podmínek pro pozorovatele při hladině moře. Díky atmosférické refrakci je však skutečná poloha horního okraje slunečního disku v těchto okamžicích 0° 34' pod horizontem. Zdánlivý poloměr Slunce na obloze činí 0° 16', takže střed slunečního disku je v okamžiku východu Slunce (tj. na konci ranního občanského soumraku) nebo západu Slunce (tj. na začátku večerního občanského soumraku) 0° 50' pod horizontem. Pro výšku {\displaystyle h_{\mathrm {s} }} geometrického středu Slunce na obloze tedy v průběhu občanského soumraku platí: −6° ≤ {\displaystyle h_{\mathrm {s} }} < −0° 50'.
Při občanském soumraku lze venku bez umělého osvětlení vykonávat běžné činnosti jako např. číst noviny nebo hrát míčové hry. Ihned po západu (resp. těsně před východem) Slunce jsou na obloze viditelné nejjasnější objekty jako Měsíc, jasné planety (Venuše, Jupiter, Mars, Merkur a Saturn), postupně se objevují první hvězdy a na rozhraní občanského a námořního soumraku jsou již zřetelně viditelné hvězdy do první magnitudy.
V českých zeměpisných šířkách trvá občanský soumrak kolem letního slunovratu přes 45 minut, kolem zimního slunovratu 40 minut a nejkratší dobu trvá okolo jarní a podzimní rovnodennosti, okolo 35 minut. V oblastech nad 60° 34' zeměpisné šířky trvá okolo letního slunovratu občanský soumrak celou noc – nastávají tzv. bílé noci, kdy Slunce neklesá pod 6° pod horizont.

## Námořní soumrak

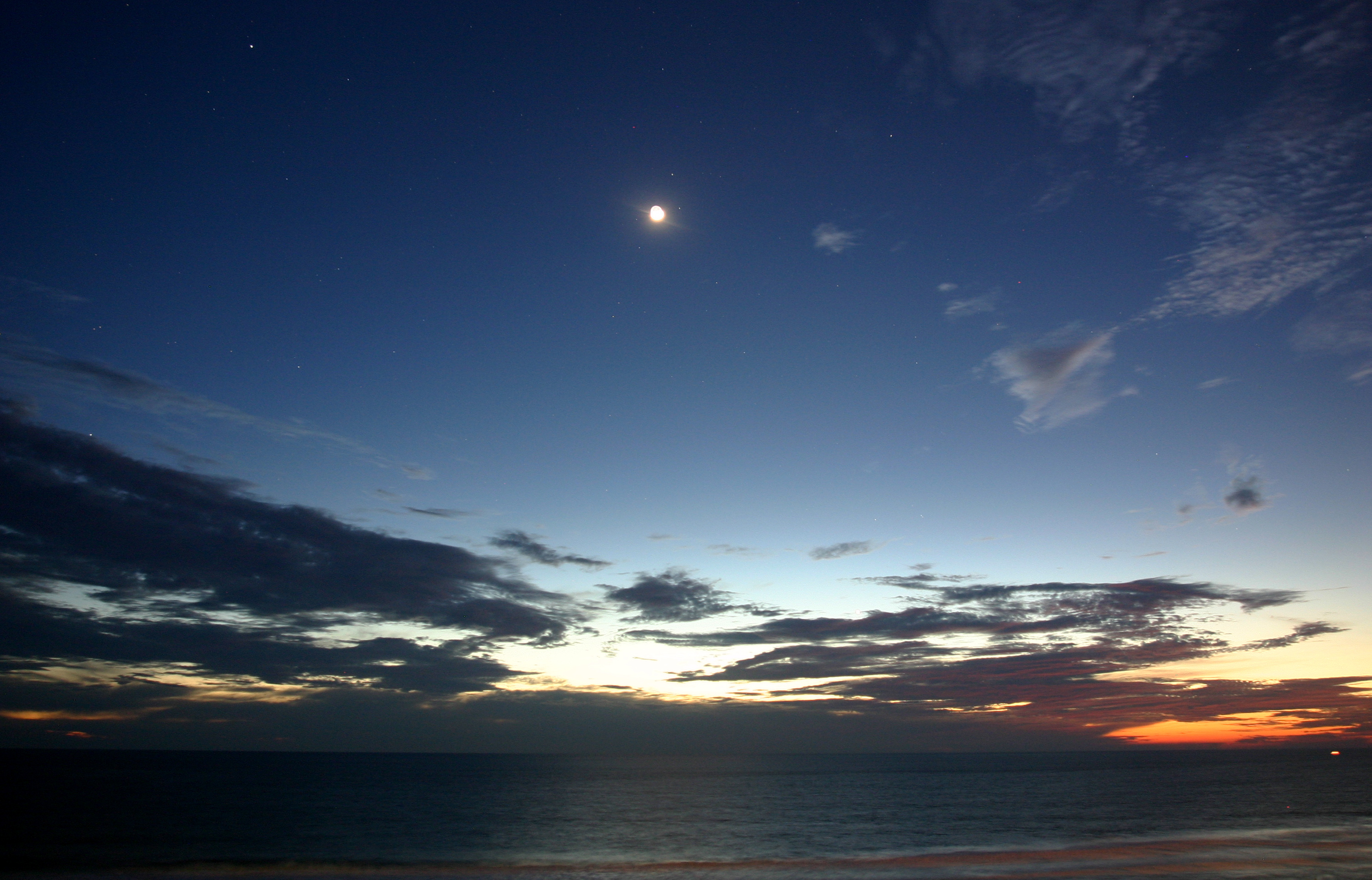
Námořní soumrak v Acapulco, je možné vidět hvězdy i horizont

Námořní (nautický) soumrak je časový interval, ve kterém pro výšku {\displaystyle h_{\mathrm {s} }} geometrického středu Slunce na obloze platí: −12° ≤ {\displaystyle h_{\mathrm {s} }} < −6°. Námořní soumrak tedy večer navazuje na občanský (civilní), ráno mu předchází.
V průběhu námořního soumraku mořeplavci prováděli pozorování hvězd nutná k určení jejich polohy na moři (odtud jeho název – nautika je nauka o vedení lodi, tj. určování její polohy, stanovení rychlosti a směru plavby). Obloha je dostatečně tmavá, aby navigační hvězdy byly viditelné, zároveň je však ještě dostatečně světlá, aby byla na horizontu rozeznatelná od mořské hladiny, a tudíž bylo umožněno přesné měření polohy, např. pomocí sextantu. Nejlepší podmínky pro navigaci nastávají, když je střed slunečního kotouče 10° pod horizontem.
Nejdéle trvá námořní soumrak kolem letního slunovratu, v českých zeměpisných šířkách je to přes 60 minut, kolem zimního slunovratu 40 minut a nejkratší dobu trvá okolo jarní a podzimní rovnodennosti, okolo 35 minut. V oblastech nad 54° 34' zeměpisné šířky Slunce okolo letního slunovratu neklesá pod horizont více než 12° a večerní a ranní námořní soumrak tak splývají.

## Astronomický soumrak
Astronomický soumrak je časový interval, ve kterém pro výšku {\displaystyle h_{\mathrm {s} }} geometrického středu Slunce na obloze platí: −18° ≤ {\displaystyle h_{\mathrm {s} }} < −12°. Astronomický soumrak tedy večer navazuje na námořní, ráno mu předchází.
Obloha je tmavá, jsou vidět hvězdy páté magnitudy. Slabší objekty, typicky např. mlhoviny nebo galaxie, však ani v dobrém dalekohledu nejsou za astronomického soumraku pozorovatelné a je třeba počkat na astronomickou noc, kdy se střed Slunce na obloze nachází více než 18° pod horizontem a sluneční světlo již nijak nenarušuje pozorování. Bez ohledu na to, jak hluboko pod obzor Slunce klesne, v městech, osvětlených předměstích nebo za úplňku obloha nikdy neztmavne víc než byla na rozmezí námořního a astronomického soumraku.
Astronomický soumrak je v České republice nejkratší začátkem března a v první polovině října (cca 40 minut). V oblastech nad 48° 34' zeměpisné šířky Slunce okolo letního slunovratu neklesá víc než 18° pod horizont, večerní astronomický soumrak splývá s ranním (v Česku je toto období dlouhé cca čtyři týdny) a astronomická noc tak nenastává.